# Carlo Fea
Carlo Domenico Francesco Ignazio Fea (Pigna, 4 giugno 1753 – Roma, 18 marzo 1836) è stato un archeologo e collezionista d'arte italiano.

## Biografia
Originario di Buggio, frazione di Pigna (IM), si laureò in legge alla Sapienza, ma ben presto cominciò ad essere sempre più affascinato dall'archeologia: allo scopo di ottenere migliori opportunità per le sue ricerche, prese gli ordini sacri nel 1798; nei suoi scritti, tuttavia, non si qualificò mai come abate, ma sempre come avvocato.
A Roma, sull'Esquilino, nel 1781 Fea scoprì la statua del Discobolo, che ricorda la celeberrima statua bronzea di Mirone, perduta. Curò l'edizione e il commento della traduzione italiana della Geschichte der Kunst di Johann Joachim Winckelmann, e di alcuni lavori postumi dell'erudito e antiquario Giovanni Lodovico Bianconi (Descrizione dei circhi, particolarmente di quello di Caracalla e dei giochi in esso celebrati, 1789). Tra le sue opere originali, Miscellanea filologica, critica, e antiquaria e Descrizione di Roma.
Per motivi politici dovette rifugiarsi a Firenze: di ritorno a Roma nel 1799, fu imprigionato con l'accusa di giacobinismo dall'esercito dei Borbone di Napoli, che aveva occupato Roma mettendo fine alla Repubblica. Nominato nel maggio 1801 direttore del Museo Capitolino e Commissario delle Antichità di Roma, sotto il dominio napoleonico venne subito liberato e nominato nuovamente Commissario delle Antichità e inoltre bibliotecario presso il principe Chigi. Continuò il lavoro di Commissario anche nel periodo successivo, già sotto il pontificato di Pio VII e poi fino alla morte nel 1836.
Si occupò di razionalizzare la legislazione sul commercio in antichità e sugli scavi archeologici, e intraprese opere di scavo al Pantheon e al Foro Romano. Fu uno dei protagonisti dell'opera di rientro a Roma, a partire dal 1809, delle opere sequestrate dai Francesi durante il periodo precedente (come anche il celebre scultore Antonio Canova): in particolare, propugnò la ricollocazione delle opere nei loro contesti originali, all'interno di chiese e monumenti, anziché il loro utilizzo in musei pubblici d'ispirazione europea, su ispirazione di quelli francesi o inglesi dell'epoca.

## Omaggi
- Il ritrovamento di alcuni Fasti antichi nell'area del Campidoglio sotto la responsabilità di Fea, che rivestiva la carica di commissario anche sotto il papato di Pio VII, è ricordato con una lapide nella Sala della Lupa nel Palazzo dei Conservatori (oggi parte dei Musei Capitolini) in data 1820[2]:

Pius.Ⅶ.pont.max

novis fragmentis circumcirca adpositis

fastos partim redintegravit

ipsis votis vicennalibus

a.a rep.sal. ⅯⅮⅭⅭⅭⅩⅩ

curante car. Fea antiq.rom.praef.

bar. Vincentio Savorello

eq. Hieronymo de quinque

march. Philippo Simonetto. coss

Paulo Martinez cap.reg.urbis priore.

- A Roma è anche presente una via intitolata a Carlo Fea.
- A Pigna è stata a lui intitolata la piazzetta del luogo della sua casa natale, ricordata con una lapide apposta dal Comune.

## Opere

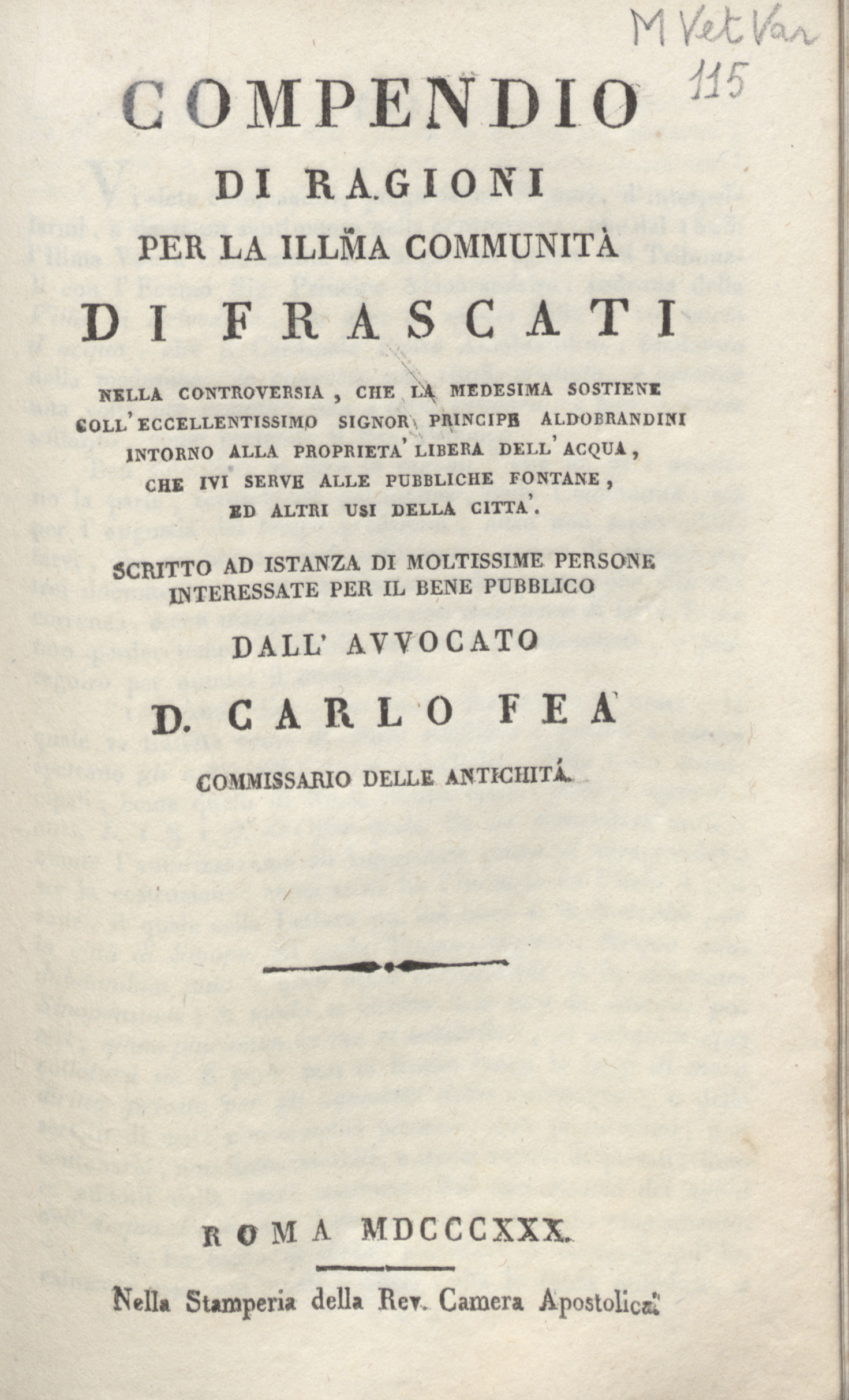
Compendio di ragioni per la illm̃a communità di Frascati (1830)

- Vindiciae et observationes iuris: volumen primum, 1782
- Descrizione Dei Circhi, Particolarmente Di Quello Di Caracalla E Dei Giuochi In Essi Celebrati: Opera Postuma Del Consigliere Gio. Lodovico Bianconi Ordinata E Pubblicata Con Note E Versione Francese Dall'Avvocato Carlo Fea E Corredata Di Tavole In Rame Rettificate E Compite Su La Faccia Del Luogo Dall'Architetto Angelo Uggeri Milanese, 1789
- Miscellanea filologica critica e antiquaria, Tomo primo, 1790
- Discorso intorno alle belle arti in Roma, 1797
- Osservazioni sui monumenti delle belle arti che rappresentano Leda, 1802
- Relazione di un viaggio ad Ostia e alla villa de Plinio detta Laurentino, 1802[3]
- Dissertazioni epistolari di G. B. Visconti e Filippo Waquier de la Barthe sopra la statua del Discobolo scoperta nella villa Palombara; con le illustrazioni della medesima pubblicate da Carlo Fea e Giuseppe Ant. Guattani; e coll'aggiunta delle illustrazioni di altri due discoboli dissotterrati nella via Appia e nella villa Adriana, prodotte da Ennio Quirino Visconti; raccolte ed arricchite con note e con le bizarre iscrizioni della villa Palombara da Francesco Cancellieri, 1806
- L'integrità del Panteon di M. Agrippa ora S. Maria ad Martyres rivendicata al principato..., 1807
- Ragionamento sopra le Terme Tauriane, il Tempio di Venere e Roma il Foro di Domiziano e d'Augusto ec. con una tavola in rame, 1811[3]
- Osservazioni intorno alla celebre statua detta di Pompeo: lette il 10. di settembre nell'Accademia Romana d'archeologia, 1812
- Iscrizioni di monumenti pubblici trovate nelle attuali escavationi dei medesimi, 1813[3]
- Ammonizioni critico-antiquarie a varii scrittori del giorno, 1813
- Osservazioni sull Arena e sul Podio dell'Anfiteatro Flavio dopo gli scavi nel medesimo, 1813[3]
- Nuove osservazioni intorno all'arena dell'anfiteatro Flavio e all'acqua, che ora la ricopre, 1814
- Nuova descrizione de' monumenti antichi ed oggetti d'arte contenute nel Vaticano e nel Campidoglio, 1819
- Novelle del Tevere: discorso particolarmente in difesa di S. Gregorio Magno, 1819
- L'integrità del Panteon rivendicata a Marco Agrippa dall'avvocato Carlo Fea commissario delle antichità, 1820
- Frammenti di Fasti Consolari e Trionfali Ultimatemente Scoperti nel Foro Romano e Altrove Ora Riuniti e Presentati alla Santità di N. S. Pio Papa Settimo, 1820[3]
- Pius II. Pont. Max. a calumniis vindicatus. Ternis retractationibus eius quibus dicta et scripta contra Eugenium PP. IV. eiuravit, 1823
- Varietà di notizie economiche, fisiche, antiquarie sopra Castel Gandolfo, Albano, Ariccia, Nemo loro laghi ed emissarii, sopra scavi recenti di antiquità in Roma e nei contorni etc, 1820[3]
- La fossa Traiana, 1824
- Considerazioni storiche fisiche geologiche idrauliche architettoniche economiche critiche dell'Avvocato Carlo Fea ... sul disastro accaduto in Tivoli il dì 16 novembre 1826 colle quali si illustrano anche la storia naturale del paese e varie antichità, 1827
- Indicazione del Foro Romano e sue principali adiacenze relativa alla contemporanea tavola incisa in rame onde averne qualche idea per lo scavo ordinato nello stesso Foro dalla S. di NS Papa Leone XII nel settembre 1827 con tavola grande incisa in rame, 1827[3]
- Compendio di ragioni per la illm̃a communità di Frascati, Roma, Stamperia Camerale, 1830.
- Nuove osservazioni sopra la Divina Commedia, 1830
- Storia dei vasi fittili dipinti che da 4 anni si trovano nello Stato Ecclesiastico in quella parte che è nell'antica Etruria: colla relazione della colonia Lidia che li fece per più secoli prima del Dominio dei Romani ; Discorso dell'avv. D. Carlo Fea ... diretto all'Instituto di corrispondenza archeologica..., 1832
- Storia dei condotti antico-moderni delle acque Vergine, Felice e Paola e loro autori, Roma 1832.
- I Reclami del Foro Trajano esposti al pubblico e giustificati, 1832
- Supplemento allo scritto finora da molti sul celebre musaico scoperto nelle ruine di Pompei: Li 24. Ottobre 1831 dal avvocato Carlo Fea, 1833
- Jos. Benetti Romani Diss. de Cursu Publico - Compendio storico delle poste specialmente romane antiche e moderne, 1834
- Il diritto sovrano della santa sede sopra le valli di Comacchio e sopra la repubblica di San Marino difeso dall'avvocato Carlo Fea, 1834
- Miscellanea filologica critica e antiquaria, vol. 2, Roma, C. Puccinelli, 1836.